# 1999 RM49
1999 RM49 är en asteroid i huvudbältet som upptäcktes den 7 september 1999 av LINEAR i Socorro County, New Mexico.
Asteroiden har en diameter på ungefär 9 kilometer.